# Stift Spital am Pyhrn

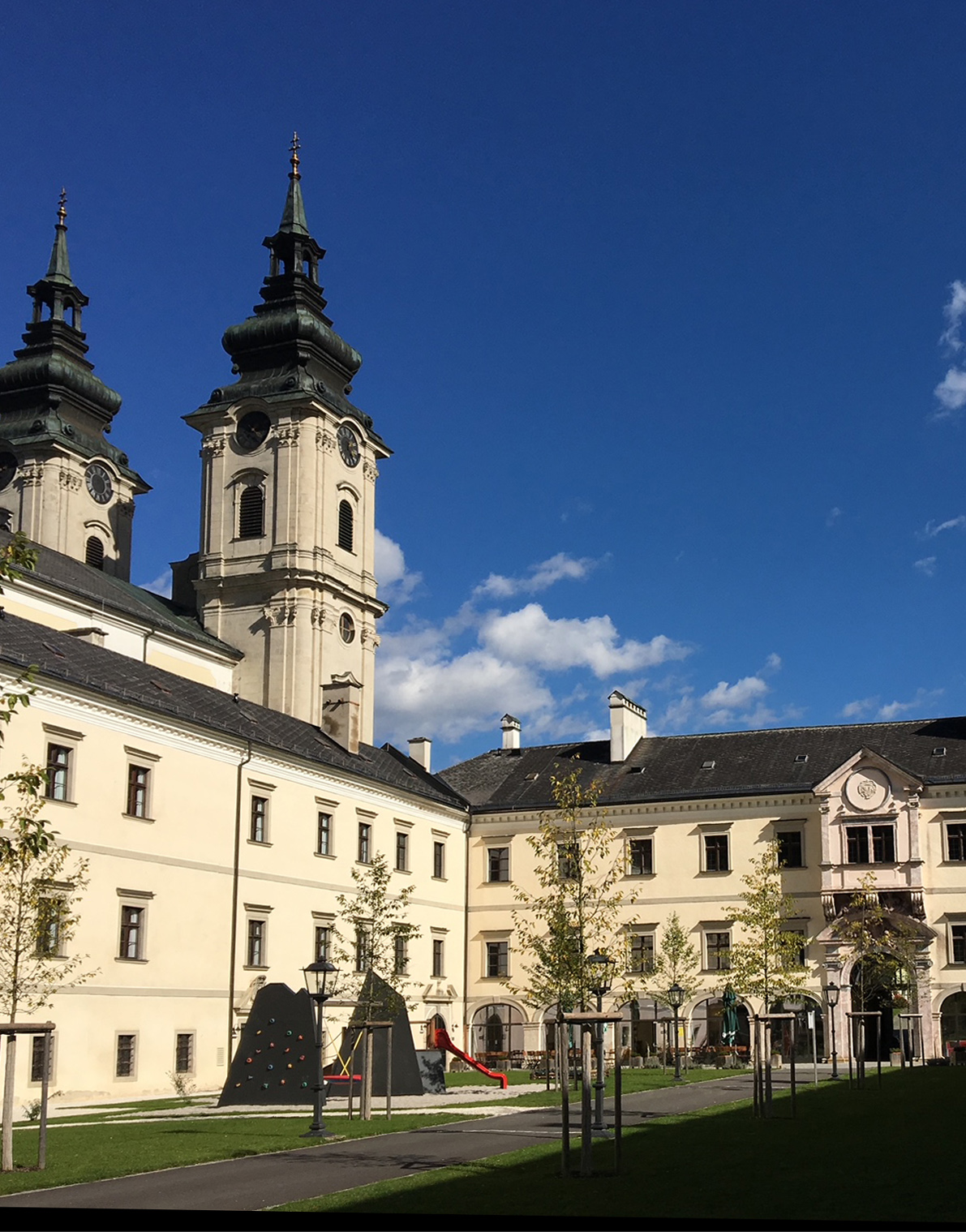
Stift Spital am Pyhrn, der Hof der Anlage. Er war früher in etwa doppelt so groß und geschlossen.

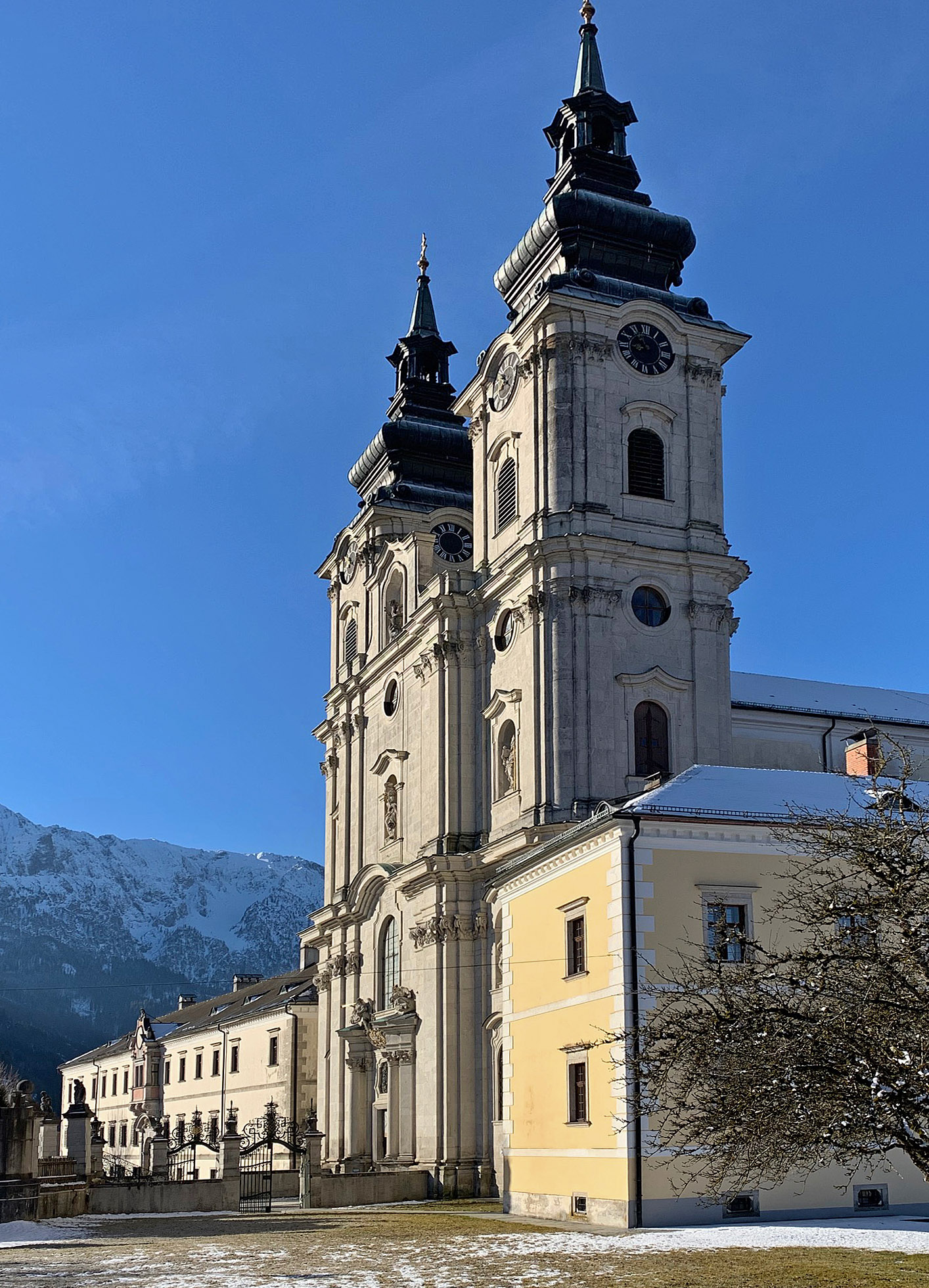
Spital am Pyhrn – Blick vom Norden auf das ehemalige Dechant-Stöckl (heute Pfarrhaus), auf die Kirche und auf das Stift (im Bildhintergrund)

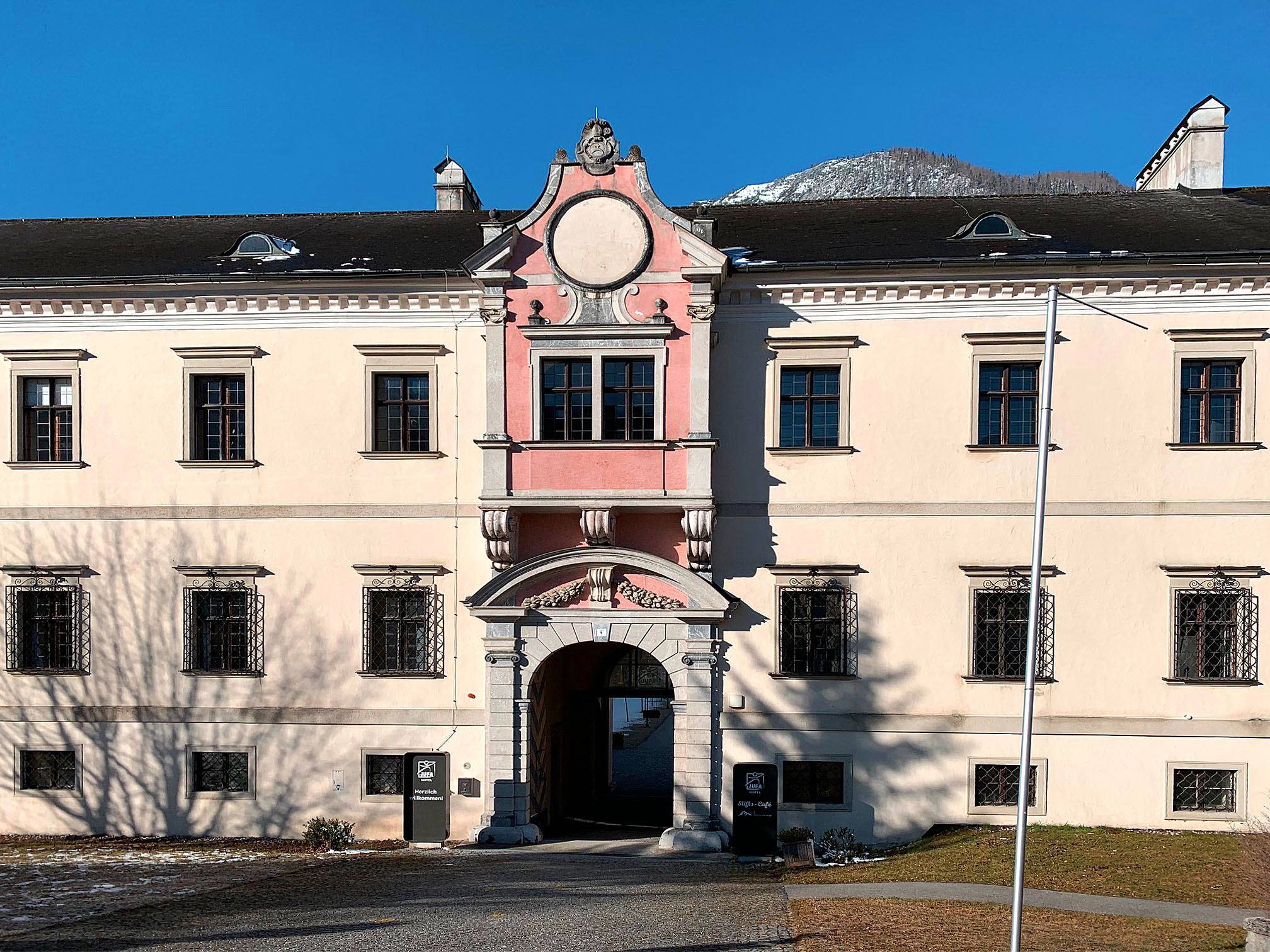
Spital am Pyhrn Stiftsgebäude mit mächtiger Portalanlage und darüberliegendem Erker, der zu einem Saal mit Stuckdecke (um 1680) gehört.

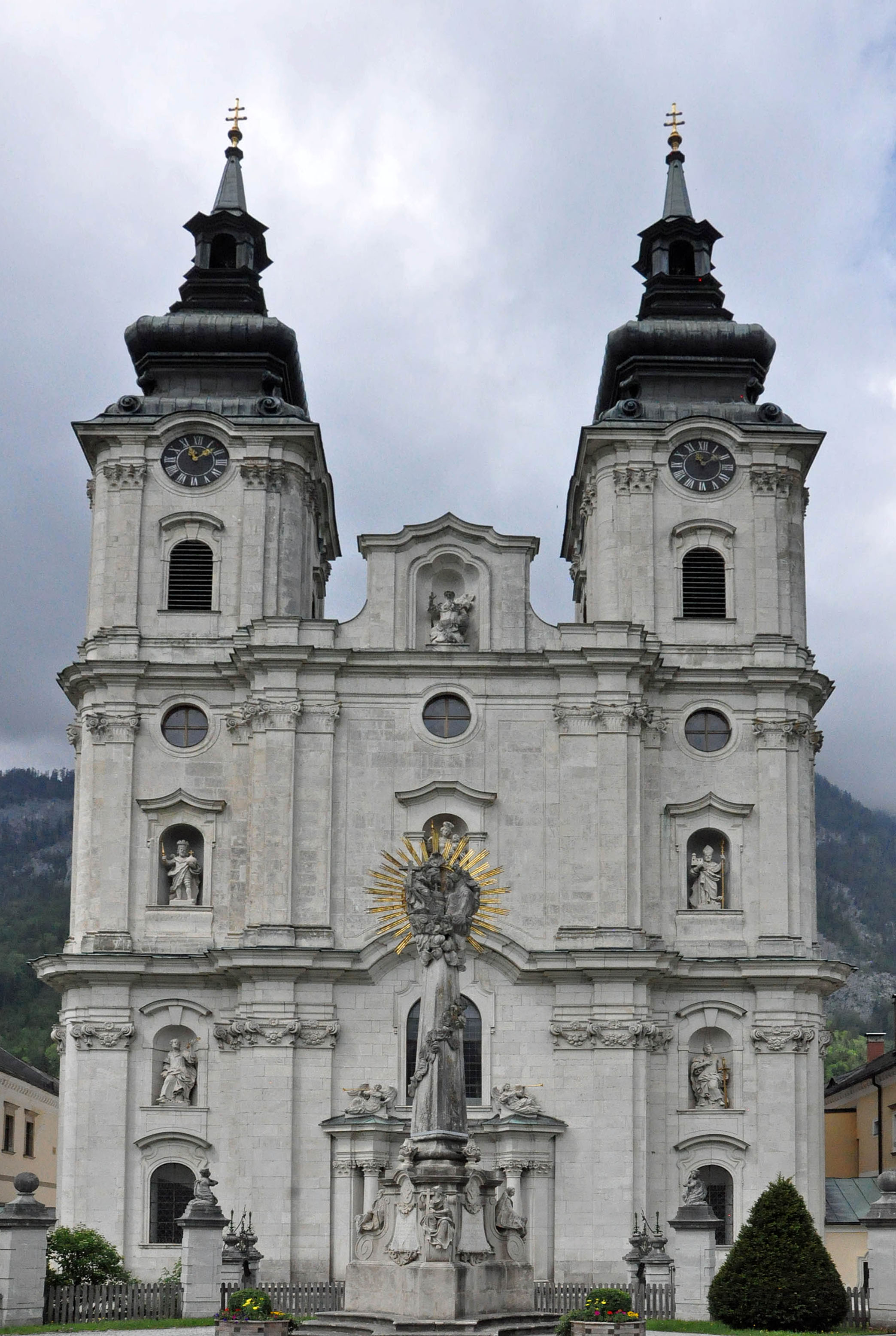
Spital am Pyhrn – klassische symmetrische barocke Kirchenfassade mit zwei Türmen und Statuen in den Nischen.

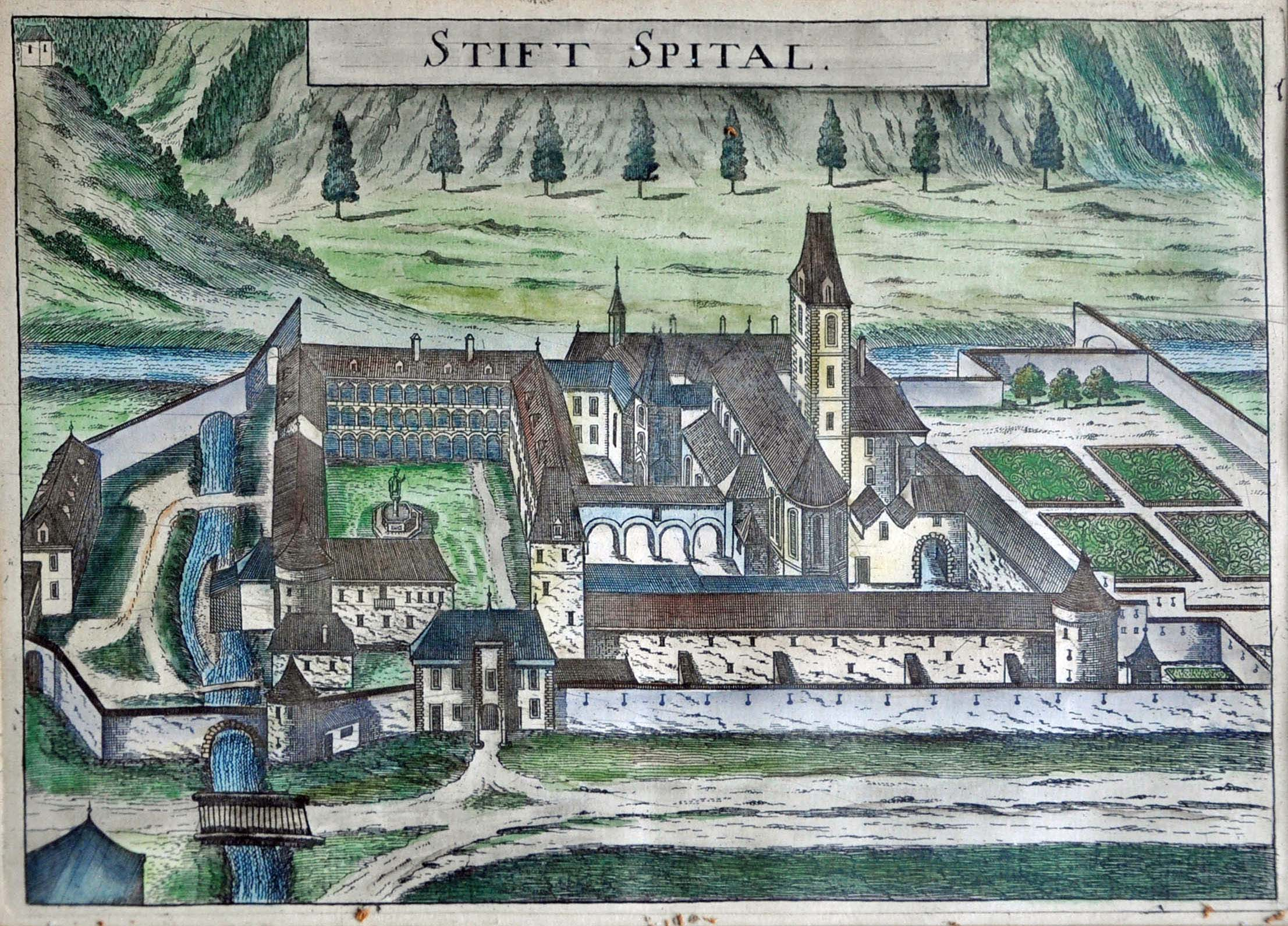
Stift Spital am Pyhrn in den frühen 1670er Jahren (Stich aus Vischers Topographie Austriae Superioris Modernae)

Das Stift Spital am Pyhrn ist ein ehemaliges Kollegiatstift in Spital am Pyhrn in Oberösterreich im Bezirk Kirchdorf im Traunviertel.

## Geschichte

### Gründung
Dass in Spital am Pyhrn eine so mächtige Stiftsanlage entstehen konnte, hängt mit der Bedeutung der Straße zusammen, an der sie liegt. Es gab bereits eine Römerstraße, die eine der am stärksten verwendeten Nord-Süd-Verbindungen war. Der Straßenzug, der von deutschen Landen bis an die Adria führte, war noch im Mittelalter eine wichtige Route. Im Lauf der Zeit entstanden entlang der Strecke zahlreiche Beherbergungsbetriebe für Reisende.
Kaiser Heinrich II., der letzte Regent aus dem Geschlecht der Ottonen, hatte Bamberg zum Hochstift ernannt. Er schenkte dem Bischof von Bamberg das Land am Pyhrn, mit der Auflage dort eine Herberge zu errichten, um den Übergang über den Pass auch im Winter zu ermöglichen. 1418 erfolgte die Umwandlung dieses Hauses in ein Kollegiatstift von Chorherren. Unter dem Bamberger Bischof Friedrich von Aufseß nahm es einen mächtigen Aufstieg. Er hatte als Bischof von Bamberg resigniert und sich nach Spital als Chorherr zurückgezogen. Da er vermögend war, gründete er zahlreiche Stiftungen, die zur Finanzierung etlicher Umbauten verwendet wurden. Die damalige Stiftskirche und das Stift wurden erweitert, die Kirchen in Vorderstoder und Hinterstoder erbaut und die St. Leonhard-Kirche beim Friedhof errichtet. Bei der Gründung des Kollegiatstifts Mattighofen 1438 wurde dem Stift Spital am Pyhrn die Verantwortung für die Ordnung und Besetzung des neuen Kollegiums anvertraut.
Das Stiftsgebäude brannte 1502 erstmals ab. Das Stift wurde wiederaufgebaut und baulich erweitert. Bei einer Besichtigung Kaiser Maximilians gelang es dem damaligen Leiter des Kollegiats, Andreas Sackauer, von ihm zumindest den Nachlass von Schulden zu erbitten. Ob sich der Habsburger Herrscher auch finanziell am Bau beteiligte, lässt sich nicht eruieren.

### Reformation und Gegenreformation

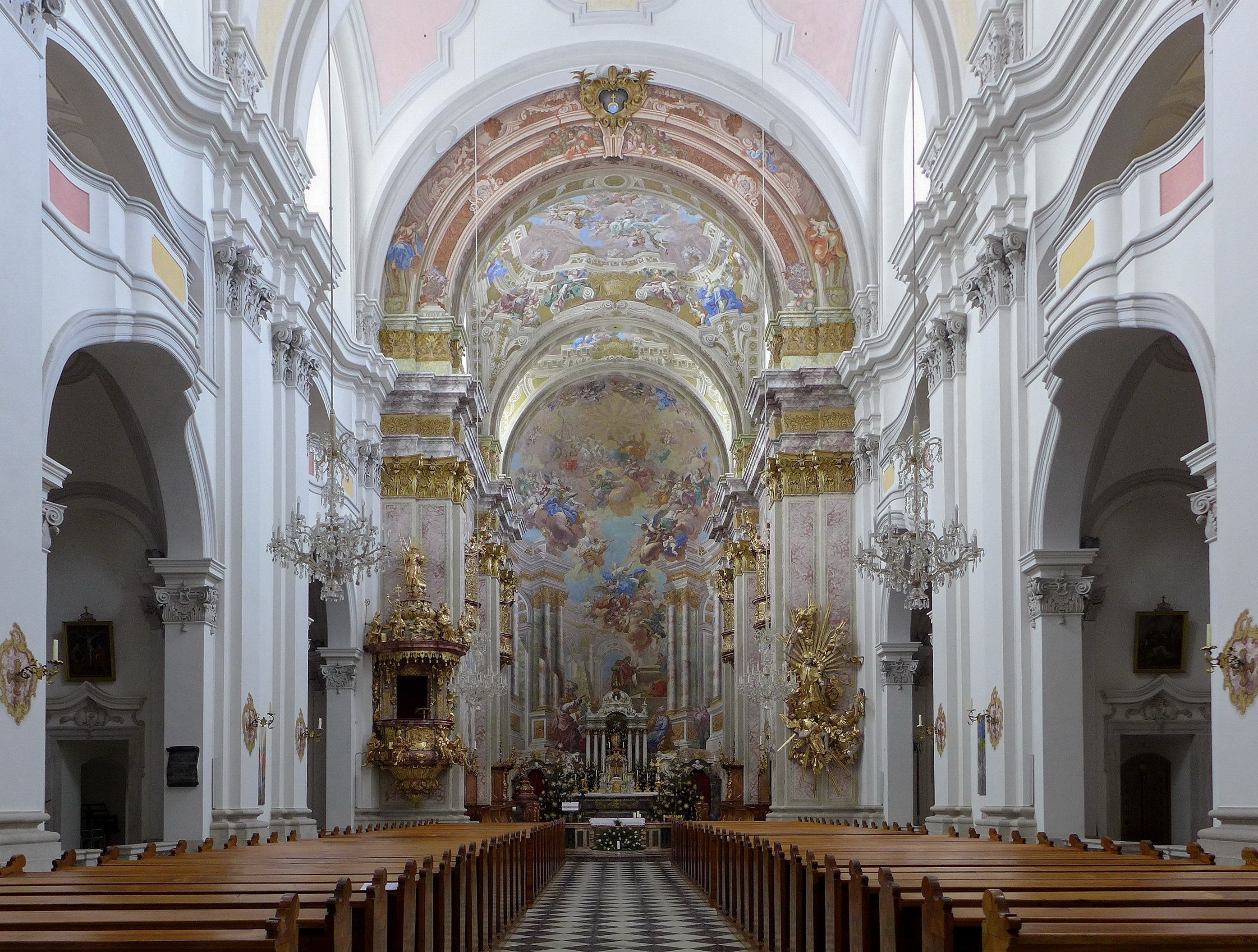
Kirchenschiff

Unter Dechant Wolfgang Pruggner (1553?–1568) verweltlichte das Kollegiatstift völlig. 1561 waren nur noch fünf Kanoniker im Stift. Dass die katholischen Traditionen letztlich ganz aufgegeben wurden, begründete man mit dem Willen der Bevölkerung. Schließlich konvertierten alle Chorherren zum evangelischen Glauben, allerdings wurde noch bis 1566 das Chorgebet geübt. Johann Jakob Gienger von Grünbühel (1570–1609), der seit 1568 in Wien Domherr zu St. Stephan war, wurde auf Betreiben des Landesfürsten gegen das Einverständnis Bambergs 1570 Dechant im Stift Spital am Pyhrn, wo er auch bald mit der Rekatholisierung beginnen wollte. Da aber die höchsten Posten im Land mit Protestanten besetzt waren, war das in dieser Epoche nicht möglich. Als das Kollegiatstift durch Papst Paul V. 1605 zur Propstei erhoben wurde, war Gienger dessen erster Propst. Seitdem nahm die Zahl der Kanoniker wieder zu und auch die Stiftsverwaltung wurde personell erweitert. Die Ortschaft Spital wuchs und erfreute sich blühenden Wohlstands, der im 18. Jahrhundert u. a. durch vier Sensenwerke begründet war.
1605 wurde das Kollegiatstift Propstei. Die Pröpste der Barockzeit haben eifrig um- und neugebaut: Damian von Inama zeichnete für den Bau des Stiftsgebäudes verantwortlich, sein Nachfolger Heinrich Fürsten ließ ab 1714 eine neue Kirche errichten. In der Nacht vom 25. auf den 26. Oktober 1841 zerstörte ein weiterer Brand das Stift. Der nördliche und westliche Teil des Gebäudes und alle Wirtschaftsnebengebäude sowie die beiden Kirchtürme, das Kirchendach und die Orgel wurden zerstört. Dem Brand fielen auch etliche Einwohner von Spital zum Opfer, und zahlreiche Privathäuser wurden ein Raub der Flammen.

### Aufhebung und kurzer Neubeginn

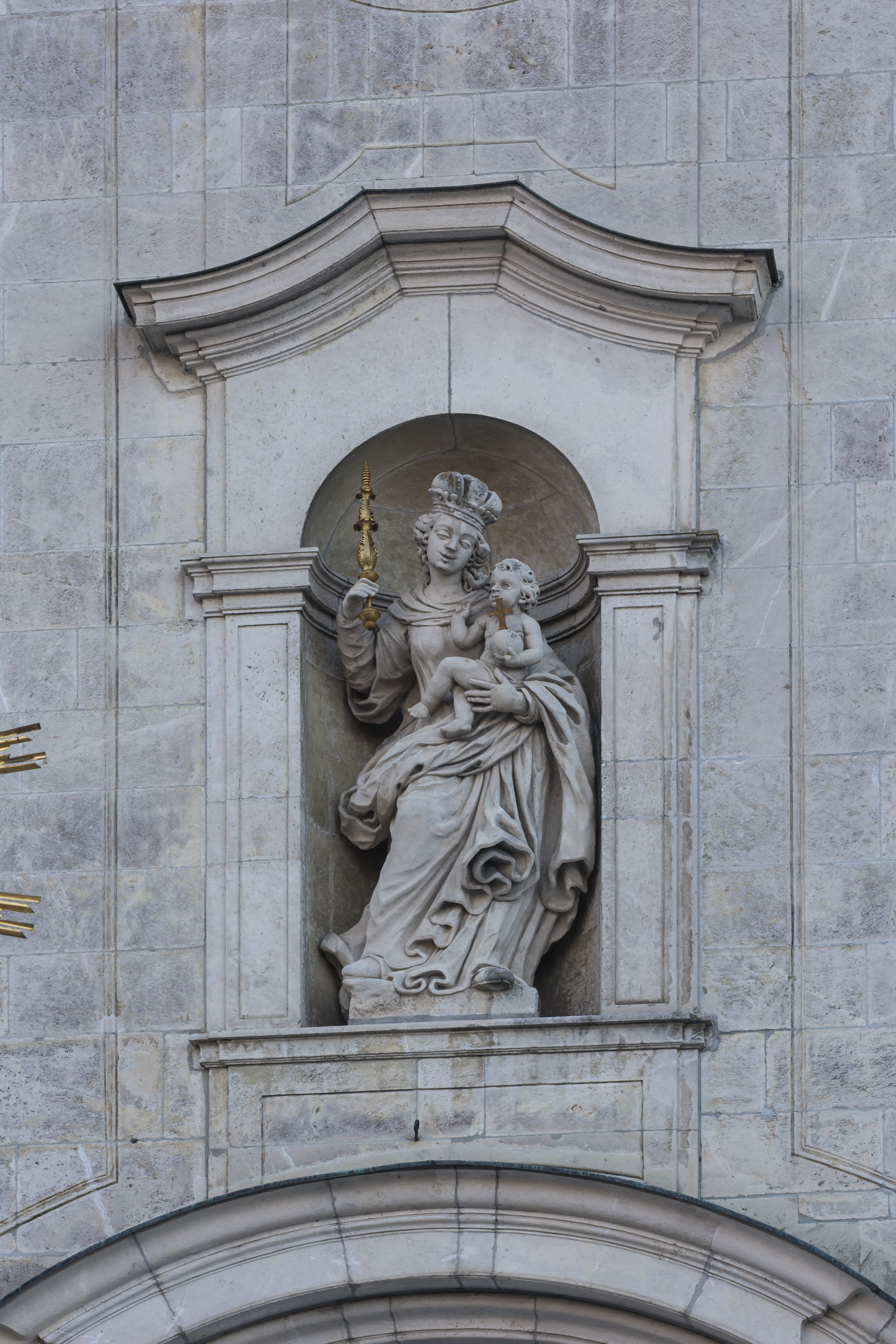
Maria mit Kind über dem Eingangsportal

Propst Matthäus Lichtenauer (1803–1807), der in der Chronik als „ungebildet, fast roh“ beschrieben wird, bewies wenig Gespür in der Führung des Kapitels und war auch ein nachlässiger Wirtschaftsführer. Nach fünfjähriger, wenig erfolgreicher Amtszeit übergab Kaiser Franz II./I. den Spitaler Besitz den Benediktinern von St. Blasien aus dem Schwarzwald, deren Kloster drei Jahre früher aufgelöst worden war. Die Benediktiner blieben mit ihrem Fürstabt zwei Jahre in Spital, um dann nach St. Paul im Lavanttal zu ziehen: St. Paul war 1787 von Kaiser Josef II. aufgehoben worden und sollte nun von den Schwarzwäldern neu gegründet werden.
Die Grundherrschaft Spital ging daraufhin im Religionsfondsgut auf. Die Stiftskirche wurde Pfarrkirche. Im Stiftsgebäude amtierte ein Pfleggericht. Als in franzisko-josefinischer Zeit unter der k.u.k. Forstverwaltung (die späteren Bundesforste) das Stiftsgebäude ausgebaut wurde, mutierte Spital bald zum Treffpunkt des beamteten Adels, der dort die Sommerfrische verbrachte.
Anfang 1945 war in der Gruft unter dem Presbyterium der Stiftskirche der gesamte Goldschatz der ungarischen Nationalbank (33.000 kg) eingelagert. Von 1989 bis 1997 war der Forstbetrieb Spital/Pyhrn im Stift untergebracht.
Zwischen 1964 und 1967 erfolgte eine erste Restaurierung am Außenbau der Anlage, eine weitreichende Innenrestaurierung der Kirche wurde von 1977 bis 1980 durchgeführt.

## Baubeschreibung

### Stiftsgebäude
Ab 1642 bis etwa 1700 wurde das Stiftsgebäude in seiner heutigen Form als Vierflügelanlage errichtet. Baumeister waren Kaspar Schoiswohl (1642) und Cipriano Novo (1654). Als Steinmetze arbeiteten Andreas und Jakob Provin, als Stuckateure Lorenzo Canevale und Thomas Ferrada.
Unter Propst Inama (1642–1655) entstand der Nordtrakt des Stiftes. Der Ostflügel mit dem mächtigen Portal stammt aus dem letzten Viertel des 17. Jahrhunderts. Hofseitig gibt es an diesem Flügel im Erdgeschoß Arkaden. Über dem mächtigen Portal an der Schauseite befindet sich im ersten Stock ein Saal mit Stuckdecke von um 1680, einem blaugrünen Ofen von circa 1730 und intarsierten Türen. Daneben liegt die ehemalige Hauskapelle mit Stuckdecke und Stuckaltar aus dem vierten Viertel des 17. Jahrhunderts. Der Flügel nördlich der Kirche, das sogenannte Dechant-Stöckl (heute Pfarrhof) verfügt über einen zweigeschoßigen Saal mit Stuckdecken von Lorenzo Canevale.

### Stiftskirche
Die Stiftskirche, heute Pfarrkirche, ist der Himmelfahrt Mariens geweiht. Die frühere gotische Kirche (auf dem Vischer-Stich rechts hinten zu sehen) war 1199 und nach einer Erneuerung 1434 geweiht worden. Ab 1714 errichtete Johann Michael Prunner die neue barocke Kirche. 1728 waren die Türme, 1730 die Kirche vollendet. Sie ist nach Westen orientiert und misst 56 m in der Länge und 22 m in der Breite. Bemerkenswert ist die große Höhenentwicklung des Inneren und der Fassade. An der linken und rechten Seite des Langhauses befinden sich jeweils drei Seitenkapellen, die durch Durchgänge miteinander verbunden sind. Darüber verläuft die Empore mit vorgeschweiften Balkonen. Zwischen den Türmen befindet sich die Vorhalle, darüber die Musikempore. Um in das Kircheninnere zu gelangen, durchschreitet man das schmiedeeiserne Kirchengitter, das ab 1728 in der Hofschmiede Ferdinand Andreas Lindemayrs entstand. Der architektonische Entwurf der Seitenkapellen, der Emporen und der Vorhalle stammt von Domenico Antonio Carlone (1724). Den Chor und den Fronbogen hat Bartolomeo Altomonte mit Fresken bemalt. Sie bilden den künstlerischen Höhepunkt der Kirche. Das Altarfresko ist – dem Patrozinium gemäß – der Himmelfahrt Mariens geweiht. Die Muttergottes schwebt von Engeln getragen zum Himmel empor, wo sie von Gottvater, Gottsohn und dem Hl Geist erwartet wird. An der Decke sind die Kardinaltugenden, die Bundeslade und das Buch mit den sieben Siegeln dargestellt, an den Seitenwänden die vier abendländischen Kirchenväter. Die Architekturmalerei stammt von Francesco Messenta. Die Malerei beider Künstler bezieht sich auf Andrea Pozzos theoretisches Werk Perspectiva pictorum et architectorum.
An der linken und rechten Seite des Langhauses befinden sich je drei Seitenaltäre, die auf der linken Seite (vom Eingang aus betrachtet) dem hl Karl Borromäus, der Muttergottes und dem Stifter Otto von Bamberg geweiht sind. Auf der rechten Seite (vom Kircheneingang gesehen) sind die drei Altäre den 14 Nothelfern, dem Kreuz und den Aposteln geweiht. Die Gemälde stammen von Martin Johann Schmidt (1781) und von Michelalangelo Unterberger. Die Kanzel schuf der aus Aussee stammende Johann Ignaz Thenny 1748. Im Kirchenschiff gegenüber befindet sich die Statue des hl Johannes von Nepomuk in der Glorie. Sie ist ein Werk des Grazer Bildhauers Veit Königer (1769). Die beim Brand im Jahr 1841 zerstörte barocke Orgel wurde 1846 durch eine neue von Ludwig Mooser aus Salzburg ersetzt. Sie wurde zuletzt zwischen 2002 und 2007 restauriert.

## Sonstiges

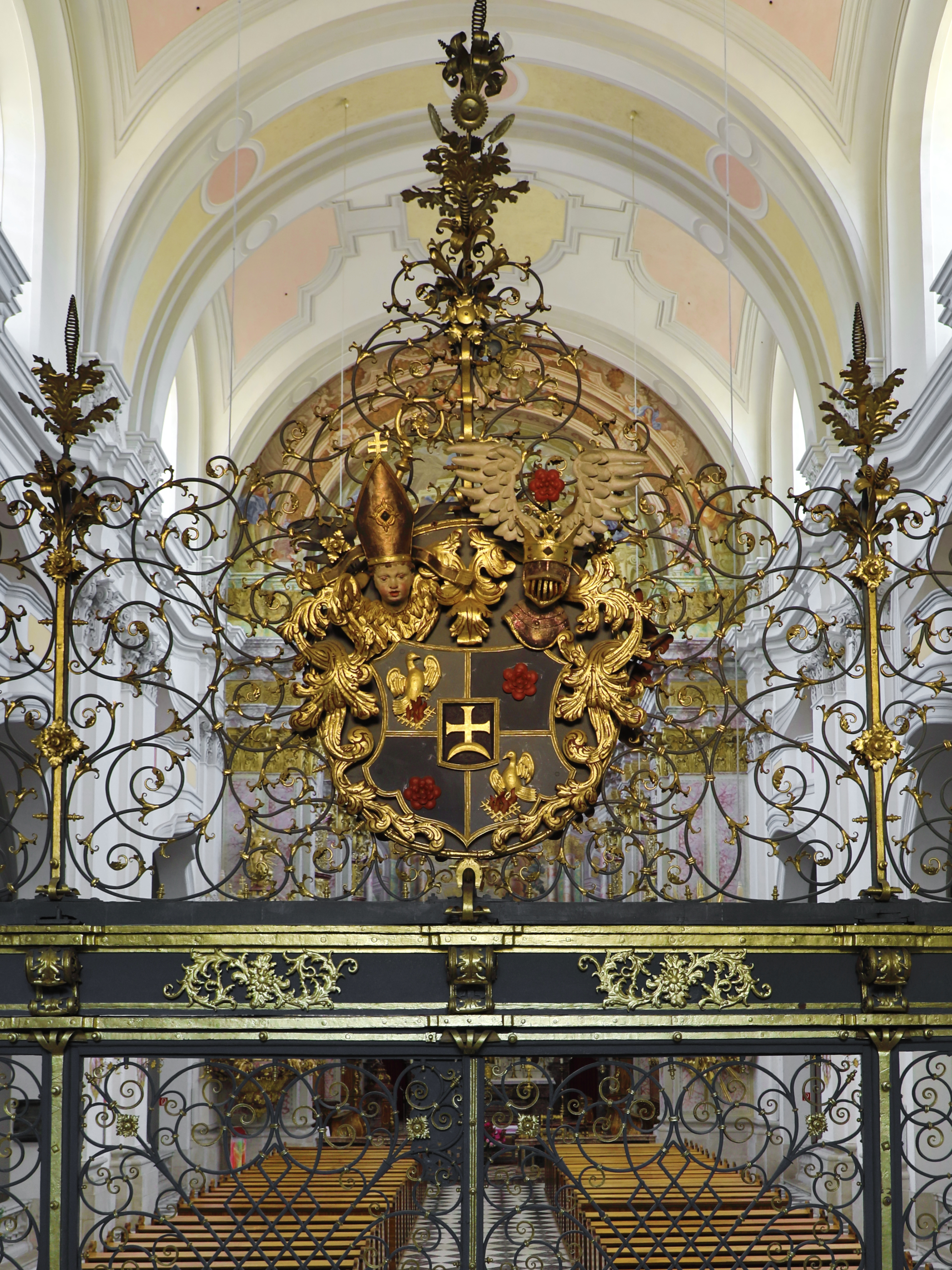
Schmiedeeisernes Gitter zwischen Vorhalle und Kirchenschiff von Andreas Ferdinand Lindemayr (um 1730)

Das hiesige Handwerk der Steinmetz- und Maurermeister erlangte unter Meister Giacomo Provino Anfang des 17. Jahrhunderts große Bedeutung, nachdem er 1590 einen Steinbruch mit rotem und schwarzem Marmor entdeckt hatte.
Das Österreichische Felsbildermuseum in den restaurierten Barockräumen des Stiftes wurde aufgelöst.
Seit Dezember 2015 befinden sich das JUFA-Hotel Pyhrn-Priel Spital am Pyhrn im ehemaligen Stiftsgebäude und das Museum „Zwischen Himmel und Erde – Gerlinde Kaltenbrunner und die Welt der 8000er“. Die Ausstellung präsentiert Filme und Bilder der höchsten Gipfel der Erde sowie die Erfolge der Extrembergsteigerin Gerlinde Kaltenbrunner, die 2011 als erste Frau alle Achttausender weltweit ohne zusätzlichen Sauerstoff erfolgreich bestiegen hat.